# 성난 눈동자
《성난 눈동자》는 1981년 7월 18일부터 같은 해 10월 4일까지 방영된 문화방송 주말연속극이다.
이 드라마는 천만원 고료 원작소설 모집 당선작 《빙하》를 극화한 작품으로, 아버지와 따로 사는 본처의 딸이 겪는 어려움을 다뤘다. 후처의 안하무인적 행동 속에서 여주인공은 사랑의 허망함까지 겪는다.

## 등장 인물
- 김수미, 김영란, 유인촌, 전양자, 정혜선, 한미영, 이미영, 진유영, 이대근
- 최명길(은숙)[1]